# 경남 FC
경남 FC(Gyeongnam Football Club)는 대한민국 경상남도 창원시에 있는 축구 선수단이다. 경남도민프로축구단이 운영하는 남자 프로 축구단이며, 2006년에 창단되었다. 경상남도를 연고로 하여 K리그2에 참가하고 있다. 창원시에 있는 창원축구센터를 홈 경기장으로 사용하며, 클럽하우스는 함안군에 있다.

## 역사

### 초창기
첫 시즌인 2006 시즌에 핵심 공격수 김진용의 부상 이탈로 후반기에 큰 타격을 입었고, 후반기에 12위를 기록했다. 하지만 리그 컵에서 3위를 기록하였다. 2007 시즌에는 박항서의 전술과 내, 외국인 선수들의 조화를 통해 K리그 4위에 올랐다. 하지만 플레이오프에서 포항 스틸러스에게 승부차기로 패배하였다. 당 시즌 영입한 까보레는 26경기 동안 18골을 기록했고 리그 8경기 동안 계속해서 공격 포인트를 기록하며 리그 정상급 공격수로 군림하였다. 이를 바탕으로 득점상을 차지하였고, 베스트 11에도 뽑혔다. 그는 자신이 경남을 사랑하며 신의손 당시 골키퍼 코치와 마찬가지로 대한민국에 귀화할 것이라고 밝히기도 하였으나 2007 시즌이 끝난 후 FC 도쿄로 이적하였다. 또한 전형두 대표이사와 박항서 감독 간의 갈등이 있은 후 대표이사와 감독이 연이어 사임하였다.

### 조광래 감독과 조광래 유치원 [경남의 1차 전성기]
2008 시즌이 시작하기 전, 진주 출신의 조광래가 감독에 선임되었다. 조광래의 지도 하에 경남은 팬들을 위해 가파른 상승세를 보여주었다. 신인 서상민은 가장 눈에 띄는 선수였는데, 대구를 상대로 한 K리그 2008 개막전에서 역대 신인 최초로 개막전 멀티골을 기록하며 이름을 알렸다. 또한 브라질 국적의 공격형 미드필더 인디오의 활약은 까보레의 빈자리를 메우기에 충분했다. 시즌 마지막 경기에서, 경남은 플레이오프를 함께 노리고 있는 전북 현대 모터스를 만났다. 김동찬의 선제골로, 경남 팬들은 플레이오프에 진출할 것이라는 기대감이 커졌으나, 김형범의 프리킥을 포함해 3골을 내리 내주며 역전패를 당했다. FA컵에서는 김동찬의 준결승전 해트트릭을 포함한 연속 득점에 힘입어 결승에 올랐지만 결승전에서 포항 스틸러스에게 패하였다. 2009년 1월, 지역 프랜차이즈 스타 김진용이 김동현과의 트레이드로 성남 일화 천마로 이적했다. 이 트레이드로 인해, 경남 팬들은 경남 운영진에 지역 출신 선수를 판매한 것에 대해 항의하였고, 이에 경남 운영진은 2009 시즌 동안 그의 등번호를 결번 처리하기로 결정하였다.
2009 K리그 초반에 부진한 모습을 보였으나 베테랑 수문장 김병지의 영입과 함께 이용래, 김태욱을 비롯한 많은 신인이 맹활약을 펼치며 강한 인상을 남겼다. 조광래 감독이 선발한 신인 선수들의 활약이 눈부시자 언론과 축구팬들은 조광래 감독의 신인 발굴 능력을 칭찬하며 경남의 어린 선수들을 일컬어 '조광래 유치원'이라 칭하기 시작했다. 특히 김동찬은 총 12골을 넣으면서 '조광래 유치원'의 핵심적 역할을 하였고, 초반의 부진을 딛고 K리그 챔피언십 진출 가시권까지 진입했다. 정규리그 마지막 라운드까지 K리그 챔피언십 진출을 두고 인천, 전남 등과 경쟁했으나 마지막 라운드에서 전북에 패하며 진출에 실패하고 말았다. 하지만 언론과 축구팬들은 경남 선수단을 두고 '조광래 유치원'이라 칭하며 신인 선수들을 주축으로 중위권의 성적을 일궈낸 조광래 감독의 신인 발굴 능력에 찬사를 보내기도 하였다.
2010 시즌부터 창원축구센터를 홈구장으로 사용하기 시작하였다. 그간 사용해온 창원종합운동장은 종합경기장의 특성상 경기 관람에 불편이 있었기 때문에 축구전용구장으로의 이전은 팬들에게 큰 선물이 되었다. 동시에 엠블럼과 클럽송도 바꾸며 팬들로부터 호응을 얻었다. 또한 팀의 핵심 전력이었던 인디오의 임대 기간이 완전히 만료되어 마르셀로와 루시오를 영입하였다. 루시오는 시즌 초반부터 연일 득점포를 터뜨리며 활약하였으나 그에 비해 마르셀로는 전반기 4경기에 출전한 후 방출당하였다. 2010년 7월에 조광래 감독이 차기 국가대표팀 감독에 선임되면서 경남 감독직도 겸임하겠다고 밝혔으나, 구단과 상의 끝에 경남 감독에서 사임했다. 결국 김귀화 수석코치 감독대행 체제로 가게되었다. 김귀화 체제 아래 경남은 3년 만에 챔피언십에 진출하였으나 전북 현대 모터스에게 패배하면서 시즌을 마감하였다.

### 2012년 경남의 1차 전성기의 끝과 위기의 시작 2013
2011 시즌을 앞두고 FC 서울 2군 감독이었던 최진한 감독을 새 감독으로 선임하였다. 강승조, 루크 드베어 등 주전급 선수들의 영입과 2년 차를 맞은 윤빛가람과 신인 윤일록 등의 활약으로 꾸준히 중위권을 유지하였고 시즌 막바지 플레이오프 진출권인 5위와 6위 자리를 두고 부산, 울산, 전남과 마지막 라운드까지 경쟁하였으나 8위에 머무르며 플레이오프 진출에 실패하였다. 2012년 구단 이사회가 구단 경영 부실을 이유로 사무국을 구성하고 있는 직원과 감독을 포함한 코칭 스태프의 전원 사퇴를 권고하였다. 구단 직원들과 팬들의 반발이 커지자 이사회가 한 발 물러났지만 팬들의 불신만 커지는 결과를 낳게 되었다. 한편 승강제로 인해 스플릿 시스템이 실시된 2012 시즌에선 초반 부진을 딛고 스플릿 분리 이전 마지막 라운드인 30라운드에 인천, 대구, 성남을 제치고 극적으로 8위에 등극하며 상위 스플릿에 합류하게 되었다. 그러나 2013 시즌 초반 11경기에서 2승 6무 3패에 그치며 11위에 머물었고, 최진한 감독은 곧바로 성적 부진을 이유로 감독직에서 자진 사퇴하였다. 이후 경남의 송광환 코치가 감독 대행 체제로 운영하였다.
경남은 5월 29일 팀의 4대 감독이자 첫 외국인 감독으로 세르비아 국가대표팀과 인천 유나이티드 등에서 감독 경력이 있는 일리야 페트코비치 감독과 2014년까지 계약했다고 밝혔다. 6월 23일 페트코비치 감독의 데뷔전이었던 대전과의 리그 경기에서 6-0 대승을 거두었다. 하지만 그 뒤 계속해서 하향세를 타 강등권까지 떨어지고 말았으나, 2013년 11월 27일 대전 시티즌과의 K리그 클래식 2013 39라운드 경기에서 1-1로 무승부를 거두며 극적으로 잔류를 확정지었다.

### 경남의 '잃어버린 2년'
경남은 1999년 K리그 현장을 떠났던 이차만을 팀의 새 감독으로 선임하며 15년 만에 K리그 무대로 불러들였다. 그는 '태풍 축구'라는 타이틀을 제시하면서 다득점의 재미있는 축구를 선보이겠다는 각오를 팬들에게 보였고 경남에서의 첫 경기인 K리그 클래식 개막전 성남 FC와의 경기에서 후반 44분 세트피스 상황에서의 루크의 극적인 득점으로 성남을 1-0으로 제압하며 복귀를 알리며 산뜻한 출발을 하였다. 그러나 3월 26일 인천 유나이티드와의 경기에서 1-0 승리 이후 16경기 동안 단 1승도 거두지 못하고(9무 7패) 팀이 속절없이 강등권까지 추락하자 결국 이차만 감독은 8월 11일 성적 부진의 책임을 지고 자진 사퇴하였다. 이후 경남의 기술고문으로 지내던 브란코 바비치가 감독 대행으로 팀을 이끌게 되면서 동시에 이차만 감독의 사표 수리가 8월 14일 최종 완료되었다. 이후 기술고문으로 있던 브란코 바비치가 감독 대행직을 맡아 팀을 이끌었으나 정규 리그에서 최종 11위를 기록하였고, 승강 플레이오프에서 광주 FC에 패하여 K리그 챌린지로 강등되었다.
시즌이 종료된 후 홍준표 구단주는 경남 구단에 대한 특별 감사를 지시하였고, 감사 결과를 토대로 해체 및 존속 여부를 검토하라고 하여 논란이 되었다. 경상남도 측은 12월 23일 발표된 감사 결과 해체 대신 구단을 축소 운영하기로 결정하였다.
2015년 1월 6일 박성화 감독이 경남의 새 감독으로 공식 임명되었다. 2015 시즌 첫 경기에서 안산과 무승부를 거두고 2라운드에서 고양에 승리를 거두며 리그 2위로 올라서 좋은 출발을 보이는 듯 하였으나 8월 26일까지 상주전까지 홈에서 승리를 거두지 못하는 부진을 겪으며 하위권으로 처졌고 결국 리그 9위로 시즌을 마감하였다. 시즌 종료 후 11월 23일자로 해임된 박성화 감독이 구단이 시즌 중 일방적으로 승리수당 지급을 중단하고 외국인 선수 기용 문제에 간섭하는 등 구단 운영에 문제가 있었다고 언론에 공개하여 논란이 되었다.
한편 12월 18일엔 안종복 전임 단장이 재직하던 시절 경남에 유리한 판정을 부탁하며 심판에게 현금을 건넨 것이 인정되어 프로축구연맹으로부터 2016 시즌 승점 10점 감점 및 벌금 징계를 받았다.

### 창단 10주년을 맞이하다
2016 시즌을 앞두고 김종부 전 화성 FC 감독이 박성화 감독의 후임으로 임명되었다. 더불어 2016년 3월에 경남 진주 부시장, 창원 제1부시장 출신인 조기호를 새 대표이사로 선임하였다. 경남은 구단 창단 10주년을 맞이하여 2016 시즌 시즌권과 유니폼을 공개했는데, 경남 시즌권에 지역 출신이라는 점을 제외하면 경남 FC와 전혀 연관이 없는 김종부의 선수 시절 사진이 디자인되어서 비난을 받았고, 경남 유니폼에는 기존의 사선을 없애고 포항 스틸러스 유니폼과 흡사한 디자인으로 제작되어 서포터즈 연합회가 이례적으로 성명까지 내는 일이 벌어지는 등 내홍을 겪었다. 이후 서포터즈들이 자체적으로 10주년 기념 유니폼을 다시 제작하기도 하였다. 경남은 2016 시즌 18승 6무 16패로 승점 50점을 기록하며 8위로 시즌을 마감하였다.

### 경남의 2차 전성기
2016 시즌을 끝으로 수석코치로 김종부 감독을 보좌하던 이영익 코치가 대전 시티즌의 감독으로 부임하며 경남을 떠났으며, 이영익을 따라 팀의 주축 공격자원이였던 크리스찬, 이호석, 신학영이 나란히 대전으로 떠났으며, 크리스찬의 대체 용병으로 말컹을 임대 영입하였다.
2017년 3월 5일 아산 무궁화 축구단과의 리그 첫경기서 말컹의 골을 앞세워 1:0 승리를 거두며 순조로운 출발을 알렸으며, 이후 말컹의 화끈한 득점포와 김종부 감독의 묵묵한 리더쉽을 앞세워 무패행진을 이어 갔고,  6월 4일 부천 FC 1995를 상대로 2-1 역전승을 거두면서 15경기 무패를 기록, K리그 챌린지 한시즌 최다 무패기록을 갱신함과 더불어 16경기로 K리그 챌린지 통산 최다 무패기록을 갱신하며 단독 선두에 등극하였다.
한편 경남의 상승세를 이끌며 무서운 득점포를 이어가던 말컹은 실력을 인정받고 경남에 완전이적하였으며, 대전 시티즌과의 트레이드를 통해 박주성과 전상훈을 이적 보내고 과거 팀의 주장을 역임했던 강승조를 영입하였고, 이후 추가로 김근환과 윤종규까지 영입하였으며, 7월 24일 데뷔 후 7년간 팀에 몸담았던 프렌차이즈스타 김도엽을 제주 유나이티드의 권용현과 트레이드했고, 과거 경남에서 뛰었던 FC 안양의 주장 안성빈을 이현웅과의 맞임대로 영입하며 여름 이적시장 선수 보강을 마무리하였다.
이후 6월 24일 성남 FC전까지 총 18경기 무패 행진을 이어갔으며, 7월 3일 수원 FC전에서 간판 공격수 말컹이 경고누적으로 출전하지 못하면서 끝내 2:1로 패하며 무패 행진을 마감함과 동시에 시즌 첫 패를 기록했다.
또한 8월 19일 부천 FC 1995와의 원정 경기에서 팀 골키퍼인 이준희가 페널티킥을 선방한 후 과격한 세리머니를 펼쳤다가, 경기 종료 후 부천 팬들이 불만 품고 경남 선수단 버스 앞을 3시간동안 가로막으며 이준희에게 사과를 요구하는 헤프닝이 벌어지고 하였다.
한편 경남은 이후에도 상승세를 유지하며 10월 8일 2위 부산 아이파크와의 경기에서 2:0으로 승리하면서 정규 시즌 종료를 3경기 남기고 부산과 승점 9점차로 넓히며 사실상 승격을 확정지었으며, 10월 14일 서울 이랜드전에서 2:1 승리를 거두며 완전히 K리그 챌린지 우승을 확정, 대략 3년만에 K리그 클래식 복귀에 성공하였다.
2018년 3월 4일 상주상무와의 개막전에서 말컹이 해트트릭을 터뜨리면서 3대1로 기분좋게 이겼다. 하지만 이날 말컹이 경고누적으로 퇴장 당하여 다음 경기를 못 나오게 되었고 이에 대해 격하게 항의를 한 김종부 감독도 3경기 출장금지와 벌금 500만원의 다소 무거운 징계를 받게 되었다. 하지만 3월 10일 제주와의 홈경기에서 말컹이 빠졌음에도 네게바와 쿠니모토의 골로 지난 시즌 준우승 팀인 제주를 2대0으로 제압하였다. 이어서 3월 17일 전남과의 원정경기에서 네게바, 김효기와 말컹이 골을 넣어서 3대1로 승리했다. 3월 18일 포항이 수원과 1대1로 비기면서 단독 1위로 올라섰다. 그로부터 6개월 후인 전남전 원정경기에서는 난타전 끝에 3-3으로 무승부를 기록했으나, 강원 FC, FC 서울이 각각 상주 상무, 대구 FC에게 패하면서 스플릿리그를 한 달 앞둔 상태에서 남은 경기에 상관없이 2012년 이후 6년만에 상위 스플릿에 진출을 확정지었다. 이후 팀의 중앙 수비수인 박지수가 대한민국 축구 국가대표팀 명단에 발탁되면서 7년만에 팀에서 국가대표를 배출하였다. 준우승을 하며 시즌을 종료하였다.

### 충격의 2019년
지난 2018시즌 준우승을 차지하면서 구단 사상 최초로 AFC 챔피언스리그 무대에 나서게 되었다. 겨울 이적시장에서 팀의 주축이었던 박지수, 최영준, 말컹이 모두 이적했지만, 유럽 빅리그 경험이 있던 룩, 조던 머치가 이적하면서 기대감을 높였다. 하지만 2019시즌 경남은 K리그1에서 약 20경기 무승이라는 충격적인 성적을 기록하였으며 아시아 챔피언스리그 무대에서도 같은 조에 속해 있던 가시마 앤틀러스, 산둥 루넝, 조호르 다룰 탁짐에 고전하면서 조별리그에서 탈락하였다. 축구 외적으로도 2019년 재보궐선거를 앞두고 자유한국당의 황교안대표가 축구장내 유세를 하면서 논란을 일으켰다. 시즌 막판까지 인천, 제주와 함께 강등권을 형성했으며 시즌을 11위로 마무리했다.이후 열린 부산 아이파크와의 승강 플레이오프에서 공격수의 부족한 결정력과 수비수의 연이은 실책 때문에 부산 아이파크에게 2:0으로 패하면서 K리그2로 강등되었다.게다가 이 경기에서 심판의 편파판정 논란이 일면서 경남 팬의 공분을 샀다. 그 여파로 조기호 대표이사가 사퇴하였다. 그 후 12월 26일 김종부도 감독직을 내려놓았고, 성남 FC 전력강화부장이었던 설기현이 새로운 감독으로 신임되었다.

### 설기현 시대 (~ 2023년)
강등의 아픔을 알고 있는 일부 선수층과 함께 다이렉트 승격을 준비하기 위해 선수단을 대폭 정리했다. 설기현의 축구를 경남에 입히기 위해 피나는 노력을 한 결과, 2021 시즌을 제외하고는 전부 플레이오프에 진출하는 쾌거를 이루기는 했다. 
2020시즌에는 초반에 그다지 잘하지 않았다. 그러다, 8월 4연승을 기록하면서 플레이오프에 대한 희망의 불씨를 지폈으나, 이후 주춤하면서 애매한 위치에서 겨우겨우 막판 시즌 3위로 마무리했다. 상무 축구단의 연고지 이전으로 인해, 강등팀이 두 팀 확정된 상황에서 수원 FC와 승격을 건 플레이오프에서 1:0으로 이기고 있던 경기를 후반 막판 PK를 허용하며 승격에 실패하고 말핬다.
2022 시즌에는 시즌 첫 라운드를 패배한 상황에서 감독이 퇴장을 당하며 자리를 비워 부산전과 안양전을 외국인 선수들의 맹활약 속에 이겨 순위를 조금 극복할 수 있었으나, 감독이 복귀한 전남 드래곤즈전부터 11라운드까지 연패하며 최악의 순간을 맞고 말았다. 대신 11라운드에서 시즌 중반에 합류한 외국인 선수의 특출난 공격으로 펠레스코어 패배로 마감지었다는 점이 방점. 12라운드에서 다시 서울 이랜드를 만나 이기기 시작하며 점차적으로 승점을 쌓기 시작했다. 꾸역 꾸역 6위로 치고 올랐으나, 그 때마다 승을 기록하지 못하면서 플레이오프권으로 오르기 힘든 상황이 찾아왔다. 그랬다가 당시 4위~5위에 있던 아산이 주춤하던 찰나 시즌 3연승을 기록하며 5위를 탈환했다. 물론, 아산과의 맞대결에서 지면서 다시 6위로 내려왔다. 이후 엎치락 뒤치락하던 5,6위 양상에서 시즌 막판 5위를 기록하면서 준플레이오프를 4위였던 부천 FC 1995와 맞붙게 되었다. 4월 16일의 경기와는 반대인 3:2 펠레스코어 승을 기록하며 플레이오프에 진출했으나, 안양과의 대결에서 득점하지 못하며 0:0. 승강플레이오프행은 좌절되었다.

2023 시즌에는 지난 시즌 중반에 바뀐 구단주와 도의회에서 이사진에 대한 감사를 실시하여 이사단을 대폭 물갈이했다. 그렇게 시작된 시즌, 초반에 6득점하며 2연승을 기록해 1위에 많은 기간을 머물러 있었으나, 천안전 이후 위기를 극복하지 못하면서 6위까지 순위가 주저앉으며 주춤했었다. 다시 충천 3연전 포함 5연승을 거두며 1위로 올랐지만, 이후 전술에 변화를 준 전남과의 맞대결에서 패배한 뒤부터 다시 위기를 맞으며 다시 6위까지 순위가 주저앉고 말았다. 시즌 막판에 3승 2무를 거둬 정규시즌 4위를 기록했으나, 플레이오프 김포 원정에서 2:1 패배로 주저앉으며 승강플레이오프 진출에 실패, 2부리그를 벗어나지 못해 2023년 12월 2일, 구단에서 계약하지 않기로 했다.

### 밑바닥 으로 떨어진 경남
2023년 후반부 설기현 감독과 이별을 맞은 경남fc.          4년에 걸친 설기현 체제가 끝이 나고, k리그2의 명장.      박동혁 감독을 선임 하게 되며 많은 팬들의 기대를 한몸에 받았다.  하지만 계막 3연패를 당하며 잠시 위기를 맞았으나 그 이후 5경기 무패행진을 이어가고 5월5일.       전남드래곤즈를 상대로 완승을 거두며 다시 반등하나.     싶었지만....... 성남전에서 다시한번더 패배를 맛보게. 되며 경남은 더 밑바닥으로 떨어진다.
그리고 이러한 상황 속에서 팬들은 감독에게 여러번 쓴소리와 의욕을 불어 주었다.
그리고 다가온 여름이적시장. 이번 이적시장에서는 다시 한번더 전력 보강을 하고 야심차게 성남을 상대로 대승을 거두게 된다. 하지만 이건 일시적인 효과였을뿐 또다시 부진에 빠지자 이번에는 팬들이 박동혁 감독을 상대로 무려 간담회를 진행 하였다.
간담회 진행과 더불어 여러가지 각종 스캔들,사건사고와 부진 까지 겹치게 되어 경남으로서는 대혼돈의 시기가 오게된다.
이러한 상황속에서 경남fc는 당연히 정상적으로 운영될수가 없었고 결국 아산전을 기해 박동혁 감독시 경질되고 권우경 감독대행이 남은 경기를 이끌게 된다.
하지만 이러한 결정에도 불구하고 경남의 추락은 멈출줄 몰랐고 경남fc의 2024시즌 엔딩은 굴욕적이였다.            결국은 안양의 대관식 제물이 되며 안양벌의 굴욕으로.   2024시즌을 마무리 하게된다.

## 선수 명단
참고: FIFA 자격 규정에 따라 소속된 국가대표팀 국기를 표시합니다. 선수는 복수의 FIFA 비회원국 국적을 가지고 있을 수 있습니다.
| 번호 | 포지션 | 국적     | 이름       |
| ---- | ------ | -------- | ---------- |
| 1    | GK     |          | 고동민     |
| 2    | DF     |          | 박재환     |
| 3    | DF     |          | 이규백     |
| 4    | DF     |          | 한용수     |
| 5    | DF     |          | 김형진     |
| 7    | FW     |          | 송시우     |
| 8    | FW     |          | 도동현     |
| 9    | FW     |          | 레오나드로 |
| 10   | MF     | 포르투갈 | 브루노     |
| 11   | FW     |          | 박민서     |
| 14   | DF     |          | 전민수     |
| 16   | MF     |          | 이강희     |
| 17   | DF     |          | 이준재     |
| 18   | DF     |          | 신승민     |
| 19   | FW     |          | 정충근     |
| 20   | DF     |          | 이찬욱     |
| 21   | MF     |          | 이시헌     |
| 22   | MF     |          | 김형원     |

| 번호 | 포지션 | 국적 | 이름   |
| ---- | ------ | ---- | ------ |
| 23   | MF     |      | 박준혁 |
| 24   | MF     |      | 조영광 |
| 25   | FW     |      | 이종언 |
| 27   | FW     |      | 이태응 |
| 29   | FW     |      | 박기현 |
| 30   | MF     |      | 천정욱 |
| 31   | GK     |      | 안호진 |
| 33   | DF     |      | 박원재 |
| 37   | DF     |      | 김선호 |
| 40   | MF     |      | 이찬동 |
| 41   | GK     |      | 신준서 |
| 51   | GK     |      | 류원우 |
| 66   | DF     |      | 이민기 |
| 77   | MF     |      | 김하민 |
| 88   | MF     |      | 헤난   |
| 89   | MF     |      | 단레이 |
| 90   | FW     |      | 이중민 |

### 임대 및 군 복무 중인 선수
참고: FIFA 자격 규정에 따라 소속된 국가대표팀 국기를 표시합니다. 선수는 복수의 FIFA 비회원국 국적을 가지고 있을 수 있습니다.
| 번호 | 포지션 | 국적 | 이름                             |
| ---- | ------ | ---- | -------------------------------- |
| —    | MF     |      | 권기표 (진주시민축구단으로 임대) |
| —    | DF     |      | 이주영 (진주시민축구단으로 임대) |
| —    | FW     |      | 원기종 (김천 상무에서 군 복무중) |
| —    | DF     |      | 정현욱 (부산교통공사로 임대)     |

| 번호 | 포지션 | 국적 | 이름                             |
| ---- | ------ | ---- | -------------------------------- |
| —    | MF     |      | 송홍민 (당진시민축구단으로 임대) |
| —    | MF     |      | 최민서 (진주시민축구단으로 임대) |
| —    | DF     |      | 이찬욱 (김천 상무에서 군 복무중) |
| —    | FW     |      | 설현진 (김해 FC로 임대)          |
| —    | FW     |      | 폰세카 (창원 FC로 임대)          |

## 스태프

### 코칭 스태프
| 직위        | 이름   |
| ----------- | ------ |
| 감독        | 이을용 |
| 수석코치    | 김필종 |
| 골키퍼 코치 | 백민철 |
| 코치        | 이삭   |
| 피지컬 코치 | 최준혁 |

## 경영진
| 직위     | 이름   |
| -------- | ------ |
| 구단주   | 박완수 |
| 대표이사 | 지현철 |
| 단장     | 진정원 |

## 기록과 통계

### 우승 기록

#### 국내 대회

##### 리그
- K리그1

● 준우승 (1): 2018
- K리그2

● 우승 (1): 2017

##### 컵
- 코리아컵

● 준우승 (2): 2008, 2012

### 역대 성적
| 시즌 | 리그   | 리그 | 리그 | 리그 | 리그 | 리그 | 리그 | 리그 | 리그 | 리그 | FA컵   | ACL     |
| 시즌 | 디비전 | 경기 | 승   | 무   | 패   | 득   | 실   | 차   | 승점 | 순위 | FA컵   | ACL     |
| ---- | ------ | ---- | ---- | ---- | ---- | ---- | ---- | ---- | ---- | ---- | ------ | ------- |
| 2006 | 1      | 26   | 7    | 5    | 14   | 22   | 35   | -13  | 26   | 12   | 8강    | -       |
| 2007 | 1      | 26   | 13   | 4    | 9    | 41   | 31   | +10  | 43   | 4    | 16강   | -       |
| 2008 | 1      | 26   | 10   | 5    | 11   | 35   | 39   | -4   | 35   | 8    | 준우승 | -       |
| 2009 | 1      | 28   | 10   | 10   | 8    | 38   | 32   | +6   | 40   | 7    | 16강   | -       |
| 2010 | 1      | 28   | 13   | 9    | 6    | 41   | 32   | +9   | 48   | 6    | 16강   | -       |
| 2011 | 1      | 30   | 12   | 6    | 12   | 41   | 40   | +1   | 42   | 8    | 32강   | -       |
| 2012 | 1      | 44   | 14   | 8    | 22   | 50   | 60   | -10  | 50   | 8    | 준우승 | -       |
| 2013 | 1      | 38   | 8    | 13   | 17   | 42   | 55   | -13  | 37   | 11   | 8강    | -       |
| 2014 | 1      | 38   | 7    | 15   | 16   | 30   | 52   | -22  | 36   | 11↓  | 32강   | -       |
| 2015 | 2      | 40   | 10   | 13   | 17   | 30   | 43   | -13  | 43   | 9    | 3R     | -       |
| 2016 | 2      | 40   | 18   | 6    | 16   | 61   | 58   | +3   | 60   | 8    | 3R     | -       |
| 2017 | 2      | 36   | 24   | 7    | 5    | 69   | 36   | +33  | 79   | 1↑   | 16강   | -       |
| 2018 | 1      | 38   | 18   | 11   | 9    | 59   | 44   | +15  | 65   | 2    | 32강   | -       |
| 2019 | 1      | 38   | 6    | 15   | 17   | 43   | 61   | -18  | 33   | 11↓  | 8강    | E조 3위 |
| 2020 | 2      | 27   | 10   | 9    | 8    | 40   | 37   | +3   | 39   | 3    | 3R     | -       |
| 2021 | 2      | 36   | 11   | 10   | 15   | 40   | 45   | -5   | 43   | 6    | 16강   | -       |
| 2022 | 2      |      |      |      |      |      |      |      |      | 4    |        | -       |
| 2023 | 2      |      |      |      |      |      |      |      |      | 4    |        | -       |

## 클럽 역대 인물

### 역대 선수

#### 역대 주장
| 역임 기간               | 이름   | 노트             |
| ----------------------- | ------ | ---------------- |
| 2006년                  | 김도근 | 경남의 초대 주장 |
| 2007년                  | 김효일 |                  |
| 2008년~2009년           | 이상홍 |                  |
| 2010년~2011년           | 김영우 |                  |
| 2011년                  | 정다훤 | 역대 최연소 주장 |
| 2012년~2013년           | 강승조 |                  |
| 2013년                  | 김형범 |                  |
| 2014년 초반             | 이한샘 |                  |
| 2014년                  | 박주성 |                  |
| 2015년                  | 진경선 |                  |
| 2016년                  | 이원재 |                  |
| 2017년~2019년           | 배기종 |                  |
| 2020년                  | 하성민 |                  |
| 2021년                  | 황일수 |                  |
| 2022년 6월              | 윌리안 |                  |
| 2022년 6월~ 2022년 12월 | 이광진 |                  |
| 2023년~2024년           | 우주성 |                  |
| 2025년~                 | 박원재 |                  |

### 역대 감독
- 취임은 공식 취임식 일자이며 취임식이 없거나 미상인 경우 공식 선임 일자를 기재한다.

| 순번 | 이름              | 취임       | 사임       | 시즌      | 비고 |
| ---- | ----------------- | ---------- | ---------- | --------- | --- |
| 1대  | 박항서            | 2005/08/22 | 2007/11/16 | 2006-2007 | 초대 감독 |
| 2대  | 조광래            | 2007/12/04 | 2010/07/31 | 2008-2010 | 대한민국 축구 국가대표팀 감독 발탁                                                                                         |
| 대행 | 김귀화            | 2010/08/09 | 2010/11/29 | 2010      | 8월 8일 부산전부터 감독대행 수행 후 8월 9일 대행체제 확정 발표                                                             |
| 3대  | 최진한            | 2010/12/01 | 2013/05/22 | 2011-2013 | 2013 시즌 성적 부진으로 자진사퇴                                                                                           |
| 대행 | 송광환            | 2013/05/22 | 2013/06/01 | 2013      | 5월 25일 울산전과 6월 1일 경남전 감독대행 수행 일리야 페트코비치 감독이 5월 29일 취임했지만 6월 1일 울산전은 벤치에서 관전 |
| 4대  | 일리야 페트코비치 | 2013/05/29 | 2013/12/11 | 2013      | 구단 최초 외국인 감독 |
| 5대  | 이차만            | 2013/12/17 | 2014/08/14 | 2014      | 2014 시즌 성적 부진으로 자진사퇴 8월 11일 사의 표명 후 14일 사표 수리                                                      |
| 대행 | 브란코 바비치     | 2014/08/14 | 2014/12/26 | 2014      | 이차만 감독 중도 사임으로 감독 대행직 수행                                                                                 |
| 6대  | 박성화            | 2014/12/26 | 2015/11/22 | 2015      | 2015시즌 성적 부진으로 경질                                                                                                |
| 7대  | 김종부            | 2015/12/02 | 2019/12/25 | 2016-2019 | 2019시즌 성적 부진으로 자진사퇴                                                                                            |
| 8대  | 설기현            | 2019/12/26 | 2023/12/05 | 2020-2023 | |
| 9대  | 박동혁            | 2023/12/05 | 2024/09/13 | 2024      | |
| 대행 | 권우경            | 2024/09/13 | 2024/11/18 | 2024      | |
| 10대 | 이을용            | 2024/11/19 |            | 2025-     | |

## 스폰서
| 연도          | 유니폼 스폰서 | 메인 스폰서                |
| ------------- | ------------- | -------------------------- |
| 2006년~2009년 | 험멜          | STX                        |
| 2010년~2011년 | 켈미          | STX                        |
| 2012년~2013년 | 험멜          | STX                        |
| 2013년~2015년 | 험멜          | 대우조선해양               |
| 2016년        | 아스토레      | 경상남도                   |
| 2017년~2018년 | 험멜          | 경상남도                   |
| 2019년        | 험멜          | 경상남도(리그)/ 농협(ACL)  |
| 2020년        | 험멜          | 농협(홈)/ 경남은행(어웨이) |

## 경기장
홈경기장은 창원축구센터이다.

## 엠블럼과 마스코트
클럽 마스코트는 '군함이'와 '경남이'이다. 군함이는 2006년 1월 17일에 태어난 군함조이다. 성별은 수컷.
경남이는 2019년 1월 8일에 태어난 군함조이다. 성별은 암컷.

## 참고 문헌
- “스포츠지원포털 등록 현황”. 대한체육회.
- “KFA 통합경기정보 시스템”. 대한축구협회.
- “K리그 데이터 포털”. 한국프로축구연맹.

## 같이 보기
- 경남 FC R